# Gamak
Le gamak (ou gamaka) est un ornement employé dans la musique indienne. Il consiste en une oscillation très rapide d'une note (à la manière d'une trille) vibrant avec d'autres notes très rapprochées (à moins d'un quart de ton). 
Utilisé tout autant en musique vocale qu'instrumentale, il est toutefois une invention assez récente liée au style khyal (le style dhrupad ne l'utilisant guère). À la voix, il se manifeste toujours sur la voyelle "a" et prend la forme suivante : "a" - "a" - "a" - "a" - "a" - etc. Cet ornement peut durer une minute ou quelques secondes. Il peut aussi et surtout se combiner à des inflexions du râga, si bien que le chanteur s'amuse à monter et descendre l'échelle de la gamme tout en vibrant sur toutes les notes, formant ainsi de vastes arabesques sonores.